# Armstrong Whitworth A.W. XV Atalanta
Dimensions
L'Armstrong Whitworth AW.15 Atalanta est un avion de transport colonial britannique de l'entre-deux-guerres. C’est le premier monoplan cantilever quadrimoteur à avoir volé.

## Origine et développement
Satisfaite de ses trimoteurs Argosy, Imperial Airways se tourna tout naturellement vers Armstrong Whitworth en 1929 pour obtenir un quadrimoteur adapté à son réseau africain. L’appareil devait pouvoir couvrir 650 km à 130 km/h et 2 750 m d'altitude avec 12 personnes à bord dont 3 membres d’équipage et 450 kg de messagerie. Monoplan quadrimoteur à aile haute, structure métallique, revêtement bois et toile et train classique fixe, cet appareil pouvait recevoir jusqu’à 17 passagers mais les Imperial Airways limitèrent volontairement l’aménagement à 9 passagers sur les Indes et 11 en Afrique.
Le prototype [G-ABPI] Atalanta effectua son premier vol le 6 juin 1932 à Coventry, piloté par Alan Campbell-Orde, avec 4 moteurs Armstrong Siddeley Double Mongoose en étoile. Le prototype présentait peu de défauts, mis à part un léger manque de puissance. Exposé à la première exposition du SBAC (en) à Hendon le 27 juin suivant, il rejoignit Martlesham Heath pour les essais en vol le 11 juillet et obtint sa certification en août. Remotorisé avec des Serval III il fut rapidement transféré à Croydon. Il entrait en service le 26 septembre 1932 sur Londres-Bruxelles-Cologne. Cet appareil fut victime d’une panne de carburant au cours d’un vol d’essais le 20 octobre 1932 à Coventry et Imperial Airways, embarrassée, rebaptisa immédiatement Atalanta le troisième appareil, à l'immatriculation [G-ABTI] très similaire, espérant que personne ne relèverait la supercherie.

## Un avion pour les colonies
8 appareils [G-ABPI et G-ABTG/L] furent commandés par les Imperial Airways, le dernier étant livré en avril 1933. Le 5 janvier 1933 le [G-ABTI] décolla de Croydon pour ouvrir la route vers Le Caire et Le Cap. Il était en effet prévu de baser à Germiston 4 Atalanta pour remplacer les DH.66 sur la ligne Le Cap-Kisumu, mais le quadrimoteur se révéla insuffisant.
Le 29 mai 1933 le [G-ABTL] décolla de Croydon pour Paris, Lyon, Rome, Brindisi, Athènes, Alexandrie, Le Caire... Karachi, Jodhpur, Delhi, Calcutta, Akyab, Rangoon, Bangkok, Prachuab, Alor Star, Singapour, Palembang, Batavia, Surabaya, Bima, Koepang, Bathurst Island, Darwin, Newcastle Waters, Camooweal, Cloncurry, Longreach, Roma, Toowoomba et Eagle Farm-Brisbane, le 23 June. Armstrong Whitworth espérait ainsi intéresser Qantas, mais la compagnie australienne ignora le quadrimoteur.
Le 1er juillet 1933 le [G-ABPI] effectua la première liaison postale directe entre Londres et Karachi. À son arrivée en Inde il fut loué à la toute nouvelle Indian Trans Continental Airways Ltd [VT-AEF], suivi rapidement d’un second quadrimoteur [VT-AEG] pour assurer, en compagnie de deux appareils des Imperial Airways la liaison Karachi-Calcutta. Cette ligne fut prolongée sur Rangoon le 23 septembre et Singapour le 9 décembre.
3 appareils furent perdus en opérations et BOAC hérita donc de 5 machines, qui furent réquisitionnés en avril 1941 par la RAF en Inde et utilisés par le no 24 Sqdn [DG450/454] pour évacuer les civils durant la rébellion irakienne. Cédés ensuite aux No 1 (Madras) et No 3 (Calcutta), Flights de l’Indian Air Force pour effectuer des reconnaissances côtières avec trois hommes à bord et une mitrailleuse de 7,7 mm, ils furent retirés du service le 30 août 1942.

## La production
- G-ABPI (AW470) Atalanta puis Arethusa – VT-AEF (août 1933) - DG453.
- G-ABTH (AW741) Andromeda - Démantelé en Égypte en juin 1939.
- G-ABTI (AW742) Arethusa puis Atalanta - DG451 - Vendu à l'Inde le 5 avril 1941 et détruit sur accident en juin 1944.
- G-ABTJ (AW743) Artemis - DG452 - Vendu à l'Inde le 5 avril 1941.
- G-ABTL (AW784) Astraea - DG450 - Vendu à l'Inde le 7 avril 1941.
- G-ABTK (AW744) Athena - Détruit dans l'incendie de son hangar à Delhi le 29 septembre 1936.
- G-ABTM (AW786) Aurora - VT-AEG (août 1933).
- G-ABTG (AW785) Amalthea - Détruit sur accident à Kisumu le 27 juillet 1938.